# 尼古拉斯·唐
尼古拉斯·唐（英語：Nicholas Tongue，1973年4月8日—），新西兰男子游泳运动员，主攻自由泳。他曾代表新西兰参加1994年和1998年英联邦运动会游泳比赛，其中1994年英联邦运动会获得一枚银牌。